# Court Stone
Court Stone (* 22. September 1919 in Renfrew/Ontario; † 23. Januar 1983) war ein kanadischer Pianist, Komponist und Musikpädagoge.

## Leben
Stone begann in frühester Kindheit unter der Anleitung seiner Mutter Louise McGill, die Konzertpianistin und Klavierlehrerin war, Klavier zu spielen. Bei einer Prüfung, die er im Alter von vier Jahren an der Church’s Sunday School ablegte, stellte Ernest MacMillan, der spätere Dirigent des Toronto Symphony Orchestra, seine musikalische Hochbegabung und sein absolutes Gehör fest. Einige Jahre später spielte er eigene Komposition bei der Station Ottawa des Radiosenders CBO. Ab 1938 besuchte er Musikkurse am Victoria College der University of Toronto und studierte am Konservatorium von Toronto Klavier und Orgel bei G. D. Atkinson.
1942 wurde er zur Royal Canadian Air Force eingezogen und in einer Radarstation bei Gaspé am Sankt-Lorenz-Strom eingesetzt. Nach dem Krieg studierte er Klavier bei Mona Bates und erlangte den Bachelorgrad an der University of Toronto. Er gründete die Canadian Light Opera Company und komponierte 1952 sein erstes Musical So Long Silas, dem drei weitere – Scandal in the Village, Muskoka Holiday und We’ve Got a Play in the Festival – folgten, die im Hart House Theatre der University of Toronto aufgeführt wurden. Parallel widmete er sich einer intensiven Lehrtätigkeit; über lange Zeit unterrichtete er wöchentlich mehr als einhundert Schüler.
1980 verließ er Toronto und ließ sich in Orillia nieder. Dort komponierte er ein weiteres Musical (Träumerei) und eine Neufassung von Muskoka Holiday. Von seinen Klavierwerken sind u. a. A Spanish Picture Book, Ojibway rain dance, Romantic Preludes und Easy pieces zu nennen.